# Télescope anglo-australien
Pour les articles homonymes, voir AAT.
Le télescope anglo-australien (AAT pour Anglo-Australian Telescope, en anglais) est un télescope à monture équatoriale de 3,9 m de diamètre situé à l'Observatoire de Siding Spring, en Australie, à une altitude d'environ 1 000 m. Son fonctionnement est financé conjointement par l'Angleterre et l'Australie et il est accessible sans contrainte de nationalité aux astronomes du monde entier.
Ce télescope est équipé entre autres de :
- 2DF, un spectrographe multi-objets dont le champ de vue couvre 2 degrés (d'où son nom : 2DF signifiant 2 degrees field) et permet l'observation simultanée d'environ 400 objets,
- un spectrographe échelle à haute résolution : UCLES qui a été utilisé pour l'observation de nombreuses planètes extrasolaires,
- et IRIS2 un spectro-imageur infrarouge grand champ.

Il possède un foyer Cassegrain, deux foyers Nasmyth, et un foyer coudé.
Le télescope a été mis en service en 1974 dans l'optique de fournir aux astronomes un télescope de grande qualité depuis l'hémisphère Sud, car à cette époque, la majorité des observatoires se situaient dans l'hémisphère nord (à l'exception notable de l'ESO). L'AAT était l'un des plus grands télescopes du monde à avoir une monture équatoriale. Il fut l'un des premiers à être contrôlé par ordinateur et les contraintes posées pour sa précision de pointage et de poursuite servirent de base à tous les télescopes construits ensuite.